# Hypnum hercynicum
Hypnum hercynicum är en bladmossart som först beskrevs av Carl August Julius Milde, och fick sitt nu gällande namn av Georg Ernst Ludwig Hampe 1873. Hypnum hercynicum ingår i släktet flätmossor, och familjen Hypnaceae. Inga underarter finns listade i Catalogue of Life.